# Les Trois Sœurs (film, 1964)
Pour les articles homonymes, voir Les Trois sœurs et Trois sœurs.
Pour plus de détails, voir Fiche technique et Distribution.
Les Trois Sœurs (en russe : Три сестры, Tri sestry) est un film soviétique réalisé par Samson Samsonov en 1964. Il est adapté de la pièce de théâtre éponyme (1901) d'Anton Tchekhov,,.

## Fiche technique
- Titre : Les Trois Sœurs
- Titre original : Tri Sestry
- Réalisation : Samson Samsonov
- Scénario : Samson Samsonov, adapté de la pièce d'Anton Tchekhov
- Musique : Vassili Dekhterev
- Photographie : Fiodor Dobronravov
- Son : Grigori Korenblum
- Production : Mosfilm
- Pays d’origine : URSS
- Format : noir et blanc - 35 mm - Mono
- Langue : russe
- Genre : Drame
- Durée : 112 minutes
- Date de diffusion : 17 mars 1965

## Distribution
- Lioubov Sokolova : Olga, fille du général Prozorov
- Margarita Volodina : Macha, fille du général Prozorov
- Leonid Gallis : Koulyguine, mari de Macha
- Leonid Goubanov : Andreï, fils du général Prozorov
- Alla Larionova : Natalia, femme d'Andreï
- Oleg Strizhenov : baron Tuzenbakh
- Tatiana Maltchenko : Irina, fille du général Prozorov
- Vladimir Droujnikov : officier Soliony
- Konstantin Sorokine : Tcheboutykine
- Pavel Vinnik : Fedotik
- Lev Ivanov : colonel Verchinine